# L'Héritage de Björndal
Pour plus de détails, voir Fiche technique et Distribution.
L'Héritage de Björndal (titre original : Das Erbe von Björndal) est un film autrichien réalisé par Gustav Ucicky sorti en 1960.
L'adaptation très libre du roman du même nom de Trygve Gulbranssen est la suite de l'adaptation littéraire Les Géants de la forêt, réalisée par Paul May, sortie en 1959.

## Synopsis
Le vieux Dag Björndal est enterré. Bien que son fils Dag ne veuille pas encore serrer la main de l'ennemi de longue date von Gall sur la tombe, il pense mieux peu de temps après : il aide von Gall à reconstruire la propriété détruite de la famille et lui présente une femme de ménage pour lui en la personne d'Eleonore. Eleonore est la sœur du major a. D. Barre, qui emménage chez les Björndal. Au grand dam de sa fille Adelheid, il est friand d'alcool.
Un jour, alors qu'il récupère le bail, Dag rencontre la jeune mendiante Gunvor, qu'il emmène avec lui pour travailler sur son domaine. Gunvor fut innocemment emprisonnée parce que son mari Aslak a assassiné un pharmacien. Elle aide à la récolte du foin à la ferme, mais Adelheid soupçonne bientôt que Dag et Gunvor ont une liaison. En réalité, c'est Barre qui se faufile secrètement dans la chambre de Gunvor la nuit. La relation entre Adelheid et Dag continue de se détériorer.
Lorsque Dag rencontre Aslak, qui s'est évadé, dans une cabane forestière et que ce dernier lui dit que Gunvor ne cherche que l'argent des hommes, Dag veut les expulser de sa ferme. Gunvor révèle qu'elle est enceinte de Barre. Après avoir payé une grosse somme d'argent, elle laisse Dag la ramener en ville. Avant cela, elle brise la fenêtre de la chambre dans laquelle Tore, le fils de Dag et Adelheid, est allongé dans son berceau. L'enfant meurt d'hypothermie.
La relation entre Dag et Adelheid menace de se rompre. Adelheid soupçonne toujours Dag de tromperie. Lui, à son tour, ne veut pas trahir et passe des jours dans l'une de ses cabanes forestières éloignées. Tante Eleonore intervient enfin et demande à Barre de parler à Dag. Barre se suicide lorsque Dag l'accuse de ses méfaits avec Gunvor. Une lettre d'adieu éclaire Adelheid sur l'innocence de Dag et une réconciliation est atteinte. L'année suivante, Adelheid donne naissance à un fils, qu'ils nomment Dag comme son père.
Onze ans plus tard, Eleonore adopte la fille Barbara, qui a perdu ses parents dans une catastrophe maritime. En raison du comportement du fils retardé mental de Gall, Lorenz, la jeune fille se retrouve bientôt en danger sur une rivière et est sauvée par Dag, qui meurt dans le geste. Tandis que Barbara et Dag junior se rapprochent au fil des ans, Adelheid ne peut pas pardonner à la jeune fille que son sauvetage fût la cause de la mort de son mari. Ce n'est qu'après les paroles d'Eléonore qu'elle se rend compte que son mari serait mort en vain si elle n'avait pas pu accepter Barbara. Le jour où Dag junior devient majeur, Adelheid accepte officiellement Barbara dans la famille en lui mettant le bijou de famille souvent hérité, un collier, qu'elle avait autrefois reçu de son beau-père.

## Fiche technique
- Titre : L'Héritage de Björndal
- Titre original : Das Erbe von Björndal
- Réalisation : Gustav Ucicky assisté d'Ursula Engelmann
- Scénario : Per Schwenzen
- Musique : Rolf Wilhelm
- Direction artistique : Leo Metzenbauer
- Costumes : Margarethe Volters (de)
- Photographie : Elio Carniel (de)
- Son : Otto Untersalmberger
- Montage : Renate Jelinek
- Producteur : Alfred Stöger
- Société de production : Wiener Mundus-Film
- Société de distribution : Deutsche Film Hansa
- Pays d'origine :  Autriche
- Langue : allemand
- Format : Couleur - 1,37:1 - Mono - 35 mm
- Genre : Drame
- Durée : 96 minutes
- Dates de sortie :
  -  Allemagne de l'Ouest : 15 septembre 1960.
  -  Autriche : 28 octobre 1960.
  -  Danemark : 30 janvier 1961.
  -  Suède : 8 janvier 1962.
  -  Mexique : 28 juin 1962.
  -  Portugal : 25 novembre 1964.
  -  France : 2 décembre 1964[1].

## Distribution
- Joachim Hansen : Dag
- Maj-Britt Nilsson : Adelheid
- Brigitte Horney : Tante Eleonore
- Hans Nielsen : Major a. D. Barre
- Ellen Schwiers : Gunvor
- Carl Lange : Colonel a. D. von Gall
- Hans Christian Blech : Aslak
- Gertraud Jesserer : Barbara
- Michael Hinz : Dag junior
- Franz Messner : Lorenz von Gall
- Elisabeth Epp : Jungfer Kruse
- Franz Schafheitlin : Holder, le commerçant
- Fritz Hintz-Fabricius : le père Ramer

## Production
Le Heimatfilm est le genre à la mode : Les Géants de la forêt, réalisé par Paul May, sorti en 1959, adaptation très libre du roman du même nom de Trygve Gulbranssen, est un grand succès en Allemagne avec 7 millions de spectateurs. On décide donc d'adapter le deuxième roman de la trilogie publiée dans les années 1930.
Les plans extérieurs sont tournés en Norvège. Les prises de vues intérieures sont réalisées dans les studios Rosenhügel à Vienne. Il s'agira du dernier film du réalisateur Gustav Ucicky qui meurt d'une crise cardiaque six mois après la sortie du film.